# Emathla
Emathla, aussi écrit Emarthla, Emathlar, Imatla ou Imała, est un nom d’origine creek et un titre de guerre, Emarv (prononcé /iˈmaː.ɬa/), qui se retrouve comme nom de famille Emarthla, Emathla ou Imatla, ou dans les toponymes Emathla, Mattlacha Pass, Pennymottley, Otee-Emathlar, Yaha-Emathla-Chopco.

## Sources
- (en) William A. Read et James B. McMillan, Indian place names in Alabama, University of Alabama Press, 1984 (1re éd. 1937) (ISBN 0-8173-0230-1)
- (en) Jack B. Martin et Margaret McKane Mauldin, A dictionary of Creek/Muskogee: with notes on the Florida and Oklahoma Seminole dialects of Creek, Lincoln & Bloomington, University of Nebraska Press & American Indian Studies Research Institute, Indiana University, 2000 (ISBN 9780803232075)
- (en) Charles Wooten Pipkin, Florida place names of Indian origin and Seminole personal names, Louisiana State University Press, coll. « Louisiana State University Studies » (no 11), 1934
- (en) William C. Sturtevant, « History of research on the native languages of the Southeast », dans Heather K. Hardy, Janine Scancarelli, Native languages of the Southeastern United States, 2005, 8-68 p.